# Bertha Danegger
Bertha Wilhelmine Karoline Danegger, geborene Müller, (* 1866 in Podmokly (Děčín); † 1954 in Wien) war eine österreichische Schauspielerin.

## Leben
Bertha Danegger wurde in Podmokly-Děčín (damals noch Bodenbach an der Elbe) geboren.
Sie wirkte als Schauspielerin vor der Kamera in mehreren Stummfilmen mit und war auch als Bühnendarstellerin an verschiedenen Theaterhäusern in Österreich tätig. Danegger spielte ihre letzte Filmrolle als Mutter Aeschbacher in dem Film Wachtmeister Studer.
Bertha Danegger war mit dem Schauspieler und Regisseur Josef Danegger verheiratet. Aus der Ehe ging eine Tochter hervor, die Schauspielerin Mathilde Danegger. Ihre Enkelin war die Schauspielerin Karin Lesch. Bertha Danegger starb im Jahr 1954 in Wien.

## Filmografie
- 1919: Der Idiot
- 1919: Die Wallfahrt nach Kevlaar
- 1920: Die Sterne von Damaskus
- 1925: Frauen aus der Wiener Vorstadt
- 1925: 15 Jahre schweren Kerker
- 1939: Kriminalkommissar Studer (Wachtmeister Studer)